# Hermannschacht (Wölbling)
Hermannschacht ist eine Siedlung und ein aufgelassener Braunkohlebergbau in der Gemeinde Wölbling in Niederösterreich.

## Geschichte
Nördlich von Hermannschacht bestand schon früher ein kleiner Bergbaubetrieb, der ab 1794 urkundlich nachgewiesen ist.
Nachdem 1898 die Niederösterreichische Kohlengewerkschaft AG diesen Betrieb erworben hatte, errichtete sie die Abbauanlage Herrmannschacht (mit 42 Metern Teufe) und 1899 auch den 52 m tiefen Leopoldschacht im benachbarten Anzenhof. Die maschinellen Anlagen umfassten einen 25 PS starke Dampfhaspel, eine 30 PS leistende Ventilationsantriebsmaschine und zur Versorgung drei Siederohrkessel mit je 100 m² Heizfläche. Die einsickernden Grubenwässer wurden durch mehrere Pulsometer zum Förderschacht und von dort mittels einer Worthington-Pumpe gehoben. 1903 waren in beiden Gruben zwei Steiger, ein Oberhauer, ein Maschinenmeister sowie 95 Kumpel beschäftigt.
Im Jahr 1915 erwarb die aus Böhmen stammende Blattnitzer Steinkohlenwerk Ges.m.b.H. den kriegsbedingt stillgelegten Bergbau. Bereits gegen Ende des Jahres 1915 konnte der Betrieb wieder aufgenommen werden. Durch Erkundungsbohrungen wurde eine große, aber unregelmäßige Lagerstätte nachgewiesen.
Nach 1918 führte die neugegründete Statzendorfer Kohlenwerk „Zieglerschächte“ AG den Betrieb bis zu ihrer Liquidation im Jahr 1940, der Abbau wurde in kleinem Rahmen aber noch bis in die 1960er aufrechterhalten und das Gelände danach parzelliert, verkauft und besiedelt.
Die relativ seicht liegenden Lagerstätten konnten mit Schächten bis zu einer Tiefe von max. 60 m erreicht werden. Während seiner gesamten Existenz hatte der Bergbau stets mit Wassereinbrüchen zu kämpfen. Mit einer Seilbahn wurde die abgebaute Glanzkohle in die Kohlensortieranlage beim Bahnhof Statzendorf gebracht und anschließend verladen.

## Situation heute
Hinter der kleinen Siedlung Hermannschacht befindet sich die riesige Abraumhalde und am Bahnhof Statzendorf noch Reste der Aufbereitungsanlagen. Aber auch in den Orten um Hermannschacht erinnert noch Vieles an das ehemalige Kohlerevier.
Koordinaten: 48° 18′ 52″ N, 15° 36′ 19″ O